# Arthrosphaera davisoni
Arthrosphaera davisoni är en mångfotingart som beskrevs av Pocock 1895. Arthrosphaera davisoni ingår i släktet Arthrosphaera och familjen Sphaerotheriidae. Inga underarter finns listade i Catalogue of Life.